# 雄冬山道
雄冬山道（おふゆさんどう）は、かつて北海道石狩市浜益区の北端の集落群を結んでいた山道。現在は廃道と化しており、通行できない。

## 行程
南の床丹から千代志別を経て、雄冬岬の最突端「タンバケ」の上をめぐり、雄冬岬灯台の傍らを抜ける。
そして「あちら側の滝」の沢を降り、「中の滝」の沢を下って、「こちら側の滝」の下をくぐることで雄冬集落に至る。
なお、雄冬から先は増毛町大別苅までコタン連鎖道路が続いていた。

## 歴史
雄冬山道はアイヌの集落同士の連絡のために自然発生した経路であり、和人によって開削された増毛山道とは性質を異にする。いつごろ成立したかの記録はなく、また頻繁に往来されていたわけでもない。
1669年（寛文9年）に起きたシャクシャインの戦いにまつわる『渋舎利蝦夷蜂起に付出陣書』と『寛文十年狄蜂起集書』によれば、このとき伝令が雄冬山道を通じて増毛のアイヌ集落へ達している。
また場所請負制の時代には、和人の出稼ぎ漁夫もこの山道を利用したものと思われる。
1875年（明治8年）から1889年（明治22年）にかけて、浜益郵便局担当逓送は山道を隔日通行して業務を果たしていた。
1893年（明治26年）、北海道庁内務部土木課の鹿島久太郎が現地調査を行い、『増毛浜益間道路開鑿調査報告書』を作成して、増毛外五郡郡長の林顕三に提出した。そして翌1894年（明治27年）、雄冬・千代志別・床丹・幌間の延長9666間に及ぶ山道の開削工事が実施された。工事の事業主体となったのは浜益村で、村費1798円と国庫補助金1700円、合計3498円の経費を投じることで、同年10月に完成させている。